# Pueblo bará
Bará, Waímajã o Waípinõmakã es una etnia indígena originaria del noroeste de la Amazonia, que habita en las cabeceras del río Tiquié, arriba de la aldea Trinidad y en el alto Igarapé Inambú (afluente del río Papurí que va al Vaupés) y el alto Colorado y Lobo (afluentes do Pira-Paraná que va al Apaporis).
Son una fratria exogámica identificada como "gente pez" (Waí mahã) y conformada por ocho clanes patrilineares. Forman parte de un sistema cultural regional de fratrias exogámicas diferenciadas lingüísticamente. Hablan una lengua tucano oriental, así como las lenguas de etnias o fratrias exogámicas, que forman parte de este sistema regional del Vaupés, basado en el intercambio matrimonial entre ellas. Las esposas y madres de cada uno, así como los esposos, e hijos de las hermanas de los miembros de una fratria o unidad lingüística no pertenecen a la misma. En la práctica cada persona habla varias lenguas, además de la lengua propia de su unidad o fratria.

## Organización social
Viven en casas comunales o "malocas" de 20 m de ancho por 40 m de largo, con una puerta principal al norte, para los hombres y otra al sur para las mujeres, con un área central usada en los bailes.

## Forma de vida
Su economía combina la agricultura itinerante, la caza y la pesca. El cultivo principal de la chagra es la yuca, al lado de la cual plantan diversas especies. Complementan la alimentación con la recolección de frutos silvestres e insectos. Las mujeres se encargan la alfarería y los hombres la cestería. Son hábiles fabricantes de cestos para cargar y canoas. Actualmente son los principales especialistas en la confección de los adornos de plumas usados en las grandes ceremonias.
Un importante rituales es el dabucuri, durante el cual los visitantes llegan con carne y pescado y los anfitriones les ofrecen chicha de yuca, una importante manifestación de reciprocidad en la que toca el instrumento sagrado, el yurupari, al igual que en el ritual de iniciación de los hombres.